# Henri Manuel

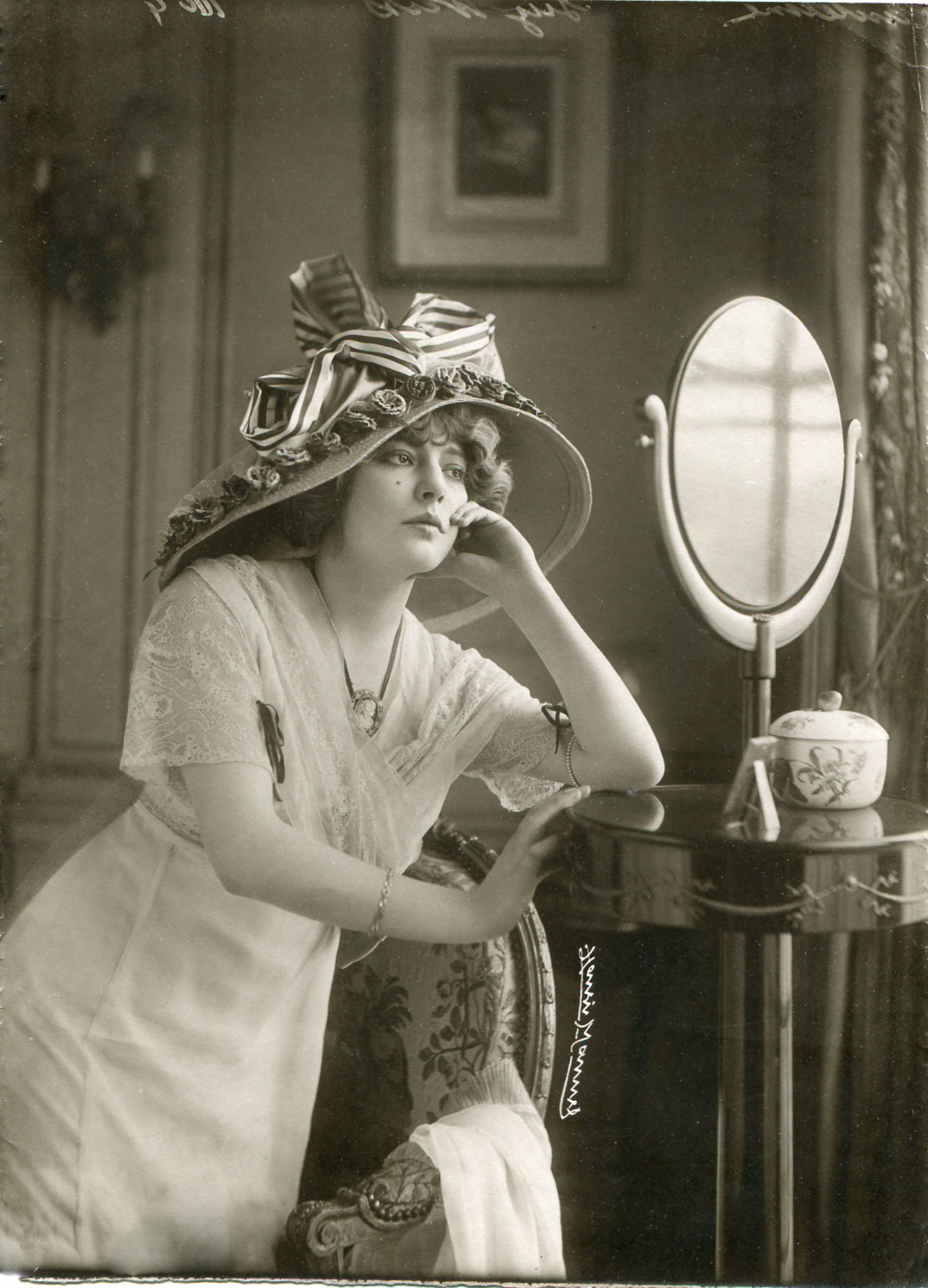
Lantelme by Henri Manuel

Henri Manuel (París, 1874 - Neuilly-sur-Seine, 1947), fou un fotògraf parisenc, fotògraf oficial del govern francès entre 1911 i 1944.

## Biografia
El 1900, Manuel va obrir un estudi fotogràfic a París amb el seu germà Gaston, que es va especialitzar en la fotografia de retrat. Manuel ràpidament es va fer famós com a fotògraf de la gent del món de la política, l'art i l'esport, així com a fotògraf d'art i arquitectura. Aviat els seus retrats van ser utilitzats per les agències de notícies, i el 1910 l'estudi de Manuel va començar a oferir un servei comercial per a agències de notícies, coneguts com "l'Agence universelle de reportatge Manuel Henri". L'estudi es va convertir en el major estudi fotogràfic a París i un centre de referència per a joves aspirants a fotògrafs. El 1925, els dos germans van mudar a 27 rue du Faubourg de Montmartre, on van ampliar els seus negocis a fotografia de moda de la talla de Chanel, Patou, Poiret i Lanvin. El 1941 l'estudi havia produït més d'un milió d'imatges. Finalment, l'estudi va ser tancat durant la Segona Guerra Mundial, i la majoria de les plaques fotogràfiques van ser destruïdes.

## Fons
La Filmoteca de Catalunya conserva un fons de 73 positius fotogràfics monocrom sobre paper del fotògraf, procedent de Delmiro de Caralt que es poden consultar al Repositori Arxivat 2014-05-26 a Wayback Machine.